# Automobiles Mass
Automobiles Mass war ein französischer Hersteller von Automobilen.

## Unternehmensgeschichte
Das Unternehmen aus Courbevoie begann 1903 mit der Produktion von Automobilen. Der Markenname lautete Mass. Hauptabsatzmarkt war England. 1923 endete die Produktion. Zwischen 1912 und 1923 wurden auch Fahrzeuge unter dem Namen Pierron vermarktet.

## Fahrzeuge

### Modelle mit Einzylindermotor
Ab 1903 gab es die Einzylindermodelle 4 ½ CV mit Einbaumotor von Aster und 6 CV mit Motor von De Dion-Bouton. Die Fahrgestelle beider Modelle ähnelten den damaligen Fahrgestellen von Lacoste & Battmann. 1906 erschien ein Modell mit Motor von Gnôme et Rhône als Ergänzung zum 6 CV. Die Produktion des 4 ½ CV war zu diesem Zeitpunkt bereits eingestellt.

### Modelle mit Zweizylindermotor
1904 wurde das einzige Modell mit einem Zweizylindermotor vorgestellt. Der Motor kam von De Dion-Bouton und verfügte über 1700 cm³ Hubraum.

### Modelle mit Vierzylindermotor
1905 erschien als erstes Vierzylindermotor das Modell 18/24 CV mit 3900 cm³ Hubraum und Kettenantrieb. 1906 folgten der 10/12 CV mit 2300 cm³ Hubraum, der 14 CV sowie zwei große Modelle mit 4100 cm³ bzw. 5600 cm³ Hubraum und Kettenantrieb. 1907 erschienen die Modelle 40/50 CV mit 8000 cm³ Hubraum mit wahlweise Ketten- oder Kardanantrieb und der 15 CV mit einem Motor von Ballot mit 2400 cm³ Hubraum. 1910 folgte der 10/12 CV mit 2000 cm³ Hubraum. 1911 gab es ein Modell mit 4900 cm³ Hubraum und Kardanantrieb. 1913 erschien ein Modell mit 1767 cm³ Hubraum (75 mm Bohrung, 100 mm Hub). 1914 waren alle Modelle mit Motoren von Ballot ausgestattet, darunter der 15,9 CV mit 2800 cm³ Hubraum und das größte Modell mit 5341 cm³ Hubraum.
Nach dem Ersten Weltkrieg wurde nur noch der 15,9 CV produziert.

### Modelle mit Sechszylindermotor
1913 erschien das einzige Sechszylindermodell. Aus 80 mm Zylinderbohrung und 180 mm Kolbenhub ergab sich 5429 cm³ Hubraum.